# پیتریازیس روزه‌آ
پیتریازیس روزه‌آ (Pityriasis rosea) یا جوش پولکی بیماری پوستی شایعی است که معمولاً به صورت جوش‌های قرمز کژنه‌ای (پَچی) در بالغان جوان رخ می‌دهد (به‌ویژه در ناحیه شکم و قفسه سینه). روزه‌آ بیماری خوش‌خیم و خودبهبودیابنده‌ای است و نهایتاً ۱۲ هفته طول می‌کشد. اگرچه معمولاً فقط ۶ تا ۸ هفته طول می‌کشد.

## بیماریزایی
علت دقیق بیماری مشخص نیست ولی عفونت ویرال یا خودایمنی علل احتمالی هستند. شیوع بیماری حدود  ۰٫۱۴٪ است و در فصل بهار و سن بین ده تا ۳۵ سالگی بیشتر است.یکی از دلایل وجود این بیماری استرس و اختلال هورمونی می‌باشد.

## علائم
- بثورات پوستی کم‌رنگ که اغلب به‌صورت نواحی بیضی یا گرد صورتی کم‌رنگ یا قهوه‌ای روشن در چین‌های پوستی دیده می‌شود. ممکن است در ابتلا یک لکه پوستی بزرگتر (لکه پیش‌قراول) قبل از سایر ضایعات ظاهر گردد. ضایعه یک راش (قرمزی و جوش) پوستی به رنگ صورتی مایل به قرمز و فلس مانند است. اغلب پس از چند روز، لکه‌های کوچکتری روی بدن به وجود خواهد آمد. این ضایعات ممکن است طرح درخت کریسمس را در ناحیه قفسه سینه یا پشت ایجاد کنند.اول ممکن است بر روی شکم یا کشاله‌ها ایجاد شود و از آنجا به شکم و سینه و به دست‌ها می‌رسد  و خارش خفیف دارند و پوسته پوسته می‌شوند
- خستگی خفیف
- خارش که معمولاً خفیف است.
- تب و گاه سردرد خفیف

## درمان و پیش‌آگهی
معمولاً درمان خاصی نیاز نیست ولی آنتی‌هیستامین خوراکی و استروئید موضعی برای کاهش خارش مؤثرند. بیماری مسری نیست و بهبود معمولاً کامل و بدون باقیماندن جوشگاهی رخ می‌دهد ولی دو درصد بیماران احتمال عود دارند. از گرفتن دوش گرم هم خود داری کنید